# Broadcasting House

Logo de la BBC, depuis le 20 octobre 2021.

Broadcasting House est le siège de la BBC, situé à Portland Place à Londres. Il s'agit du tout premier centre de diffusion spécialement conçu au Royaume-Uni, inauguré 15 mai 1932,.